# Brauerei Märkl
 (mai 2021).
Si vous disposez d'ouvrages ou d'articles de référence ou si vous connaissez des sites web de qualité traitant du thème abordé ici, merci de compléter l'article en donnant les références utiles à sa vérifiabilité et en les liant à la section « Notes et références ».
La Brauerei Märkl est une brasserie à Freudenberg, dans le district du Haut-Palatinat.

## Histoire
La brasserie est mentionnée pour la première fois en 1466 et appartient à la famille Märkl depuis 1784. Ainsi, la brasserie est la plus ancienne de la région d'Amberg. La brasserie se poursuit encore dans un bâtiment datant du Moyen Âge.

## Production
La brasserie est une petite brasserie traditionnelle d'une production de 5 000 hectolitres.
Aujourd'hui, l'entreprise familiale propose les variétés suivantes sous le nom de « Freudenberger Bier » :
- Freudenberger Hell
- Freudenberger Pils
- Freudenberger Dunkel
- Freudenberger Hefeweizen
- Freudenberger Märkator (Dunkler Doppelbock)
- Freudenberger Leicht
- Freudenberger Leichtes Weizen

En plus de ces variétés standard, une maibock est également brassée de manière saisonnière et une bière de fête avant Noël. Toutes les variétés sont disponibles en bouteilles de 0,5 l. La Freudenberger Pils est également vendue dans une bouteille verte de 0,33 l. En outre, les variétés les plus populaires sont également embouteillées en barriques (même dans des barils de petite taille réutilisables).
Les bières sont uniquement en vente à la brasserie ou dans certains magasins à Amberg et dans les environs.